# Johann Gottlob Theaenus Schneider
Johann Gottlob Theaenus Schneider (18 tháng 1 năm 1750 - 12 tháng 1 năm 1822) là một tự nhiên học và là một người theo chủ nghĩa cổ điển người Đức.

## Tiểu sử
Schneider sinh ra tại Collm, Sachsen vào năm 1750. Năm 1774, với sự tiến cử của Christian Gottlob Heine, ông trở thành thư ký cho học giả Richard François Brunck nổi tiếng ở Strasbourg. Năm 1811, ông trở thành giáo sư về ngôn ngữ cổ và là nhà hùng biện tại Breslau (thủ thư trưởng vào năm 1816). Đó cũng là nơi ông qua đời năm 1822.

## Sự nghiệp
Trong vô số tác phẩm của ông, tác phẩm quan trọng nhất là Kritisches griechisch-deutsches Handwörterbuch (1797–1798). Đó tác phẩm độc lập đầu tiên của ông kể từ sau khi ý điển của Stephanus được công bố. Đó cũng là nền tảng cho F. Passow và các hệ thống từ vựng kế tục của tiếng Hy Lạp. Một cải tiến đặc biệt là sự ra đời của việc các từ ngữ được áp dụng vào lĩnh vực lịch sử tự nhiên và khoa học.
Năm 1801, ông hoàn thiện và mở rộng tái xuất bản quyển Systema Ichthyologiae iconibus cx illustratum của Marcus Elieser Bloch, một danh mục nổi tiếng về các loài cá với các hình minh họa đẹp mắt được trích dẫn (như với tên Bloch và Schneider, 1801) là cơ sở phân loại cho nhiều loài cá.
Các ấn phẩm khoa học của các tác giả vào thời kỳ cổ xưa đặc biệt thu hút ông. Ông đã xuất bản các ấn bản của Aelian, De natura animalium; Nicander, Alexipharmaca và Theriaca; the Scriptores rei rusticae; Aristotle, Historia animalium and Politica; Epicurus, Physica and Meteorologica; Theophrastus 's Historia plantarum, họ Eclogae; Oppian, Halieutica và Cynegetica; các tác phẩm hoàn chỉnh của Xenophon và Vitruvius; Argonautica của cái gọi là Orpheus (mà Ruhnken gọi là "Orpheomastix"); một bài luận về cuộc đời và các tác phẩm của Pindar với bộ sưu tập các mảnh vỡ của ông. Tác phẩm Eclogae Physae của ông là một tuyển tập các trích đoạn có độ dài khác nhau từ các tác giả Hy Lạp và Latinh về các chủ đề khoa học, chứa văn bản gốc và bình luận, với các bài luận về lịch sử tự nhiên và khoa học thời kỳ cổ đại.

## Di sản
Schneider được tưởng niệm theo và đặt cho tên khoa học của một loài thằn lằn, Eumeces schneiderii.

## Các ấn phẩm
- Handwörterbuch der griechischen Sprache. Vogel, Leipzig 1828.
- Griechisch-deutsches Wörterbuch. Năm 1819 Hahn, Leipzig.
- Kitisches Griechisch-deutsches Wörterbuch. Frommann, Jena, Leipzig 1805/06.
- Eclogae Physae, ex scriptoribus praecipue Graecis Extractae. Năm 1800 từmann, Jena, Leipzig.
- Historiae amphiborum naturalis et literariae. Frommann, Jena 1799–1801.
- Kitisches Griechisch-deutsches Handwörterbuch. Frommann, Jena, Züllichau 1797.
- Mẫu vật sinh lý lưỡng cư. Apitz, Frankfurt (Oder) 1790–97.
- Ad Relqua librorum Friderici II. et Alberti Magni bình luận đầu người. . . Müller, Leipzig 1789.
- Zweyter Beytrag zur Naturgeschichte der Schildkröten. Müller, Leipzig 1789.
- Erster Beytrag zur Naturgeschichte der Schildkröten. Müller, Leipzig 1787.
- Sammlung vermischter Abhandlungen zur Aufklärung der Zoologie und der Handlungsgeschichte. Unger, Berlin 1784.
- Allgemeine Naturgeschichte der Schildkröten. Müller, Leipzig 1783.
- Ichthyologiae veterum specimina. Mùa đông, Frankfurt (Oder) 1780.
- Synonymia piscium Graeca et Latina emendata, aucta atque illustrata 1789
- Anmerkungen über den Anakreon. Crusius, Leipzig năm 1770.
- Neues Magazin für Liebenhaber der Entomologie. Strasland 1791, 1792, 1793, 1794 >>?